# Port lotniczy Jeh
Port lotniczy Jeh (IATA: JEJ) – port lotniczy zlokalizowany w Jeh, na atolu Ailinglapalap (Wyspy Marshalla).